# 정씨동생 화회문기
정씨동생 화회문기(鄭氏同生 和會文記)는 대한민국 경상남도 고성군 고성읍 송학리에 있는 문서이다.
1979년 5월 2일 경상남도의 유형문화재 제95호 정씨동생화회문기로 지정되었다가, 2018년 12월 20일 현재의 명칭으로 변경되었다.

## 개요
숭정 3년 경오 3월 28일 정곽씨가 아들 개건, 개세 두형제에게 재산을 분배해 준 문서라고 전해지고 있다.

## 참고 문헌
- 정씨동생 화회문기 - 국가유산청 국가유산포털